# Petroica boodang
La petroica escarlata (Petroica boodang) es una especie de ave paseriforme de la familia Petroicidae endémica de Australia continental y sus islas costeras, incluida Tasmania.

## Descripción

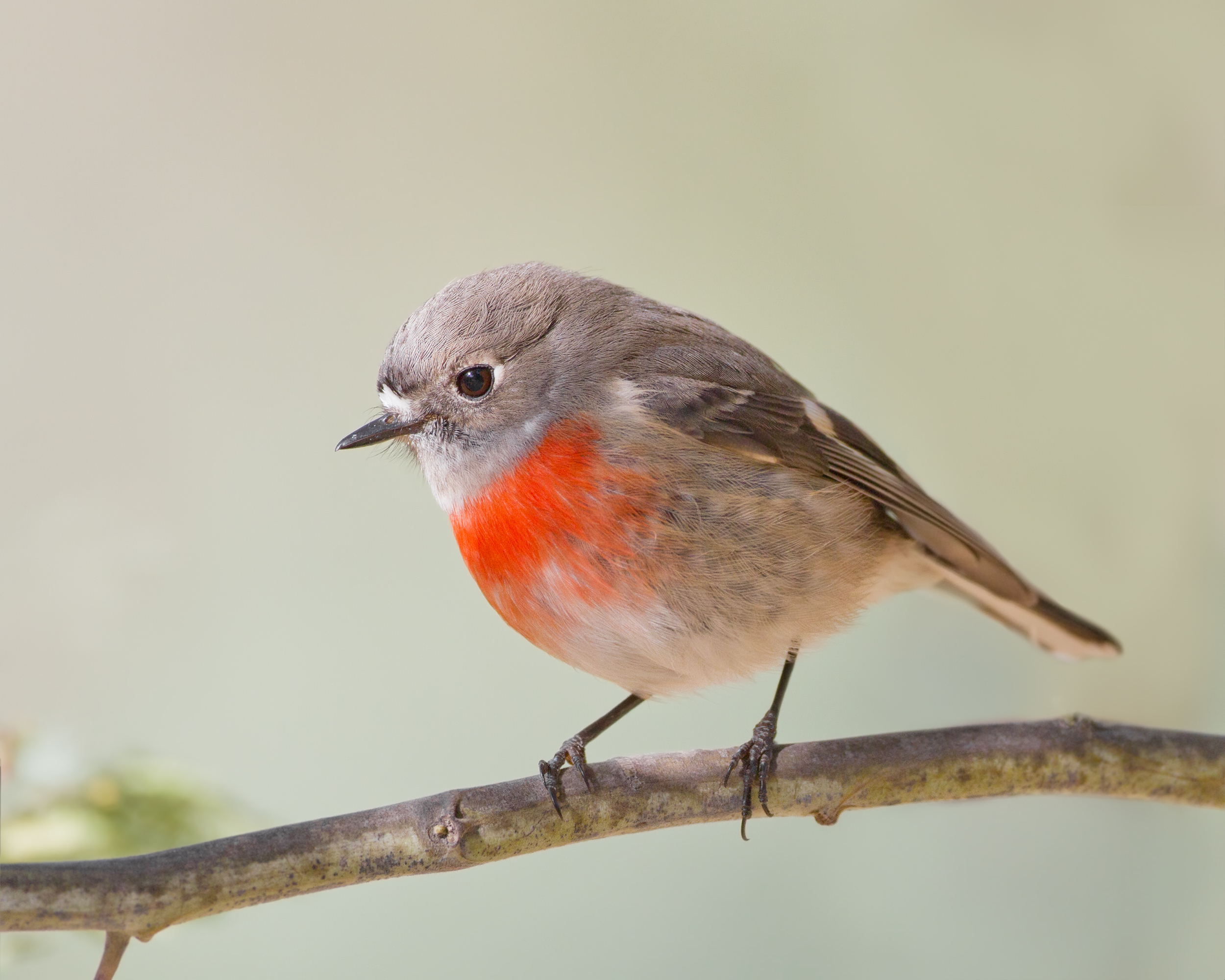
Hembra

Al igual que el resto de los petirrojos australianos, la petroica escarlata es rechoncha con la cabeza grande. Su tamaño varía desde 12 a 13,5 cm de largo y pesa entre 12 y 14 g. El plumaje presenta dimorfismo sexual, Los machos tienen la cabeza el dorso y la cola negras, las alas blanco y negro, el pecho rojo escarlata y el vientre, la frente y el obispillo blancos. La hembra tiene el mismo patrón que el macho, pero es más opaca, con plumaje marrón en lugar de negro, un rojo mucho más lavado en el pecho y el vientre pardo. Las aves juveniles son similares a las hembras pero sin el rojizo lavado en el pecho.

## Distribución y hábitat
Es endémico de Australia donde se distribuye cerca de la costa, desde el sur de Queensland hasta el centro de Australia Meridional, Tasmania y el suroeste de Australia Occidental. La especie es principalmente sedentaria en la mayor parte de su área de distribución, pero algunas poblaciones continentales experimentan pequeños movimientos estacionales en otoño e invierno, ya sea hacia hábitats más abiertos o elevaciones más bajas.